# Dunham River

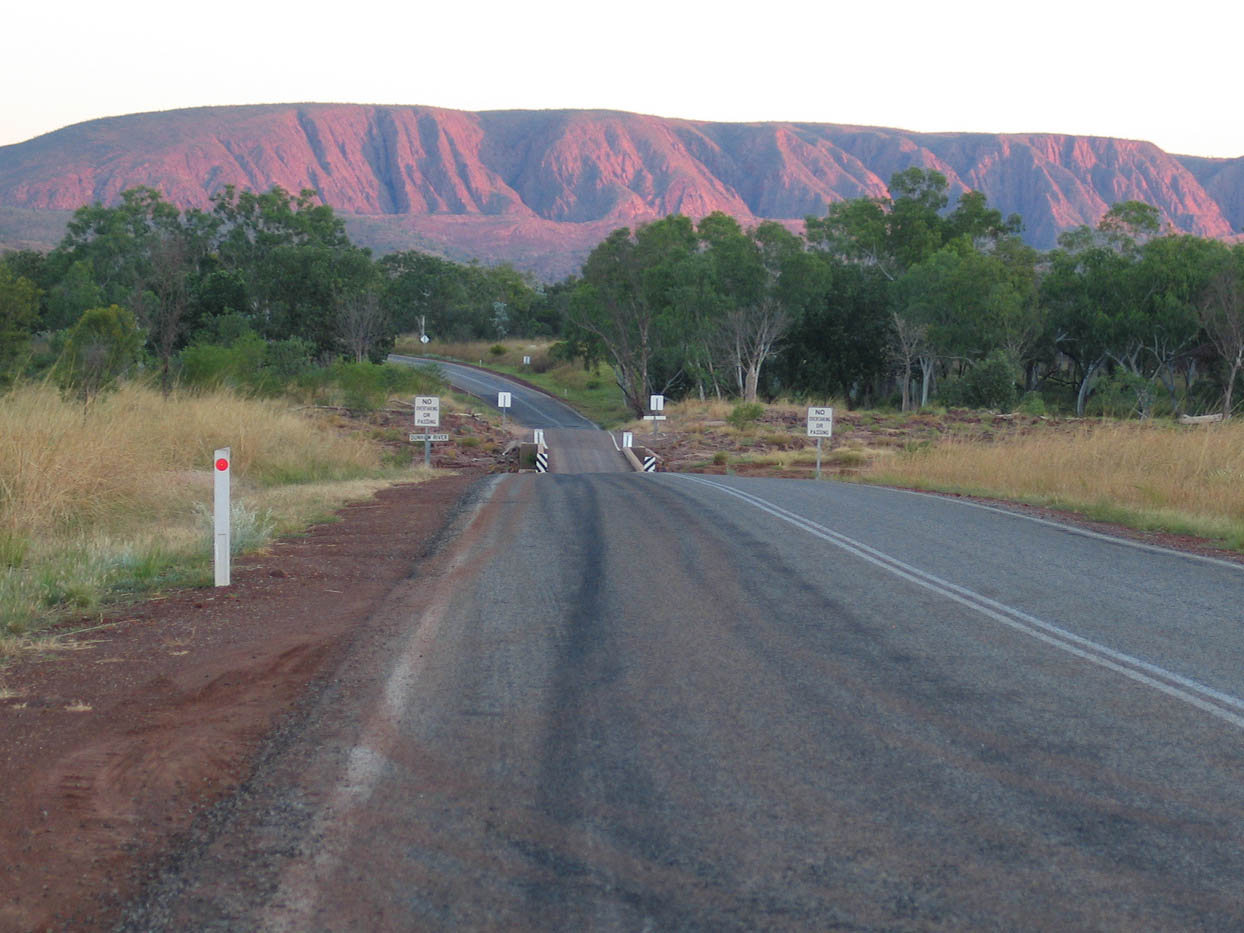
Foto einer Brücke über den Fluss Dunham River (2004)

Der Dunham River ist ein Fluss in der Region Kimberley im Nordosten des australischen Bundesstaates Western Australia.
Manchmal wird der Fluss auch fälschlicherweise Denham River genannt.

## Geografie
Der Fluss entspringt an den Westhängen der O’Donnell Range und fließt nach Nordosten parallel zum Great Northern Highway. Beim Cabbage Tree Creek unterquert er den Great Northern Highway und später auch den Victoria Highway westlich von Kununurra. Wenige hundert Meter weiter mündet er in den Ord River.

### Nebenflüsse mit Mündungshöhen
- Cabbage Tree Creek – 142 m
- Pelican Creek – 130 m
- Macphee Creek – 87 m
- Cabbage Tree Creek – 74 m
- Rabbit Creek – 42 m
- Pumpkin Lookout Creek – 42 m

(Quelle:)

### Durchflossene Seen
- Flying Fox Waterhole – 45 m[1]

## Namensherkunft
Der Fluss wurde 1882 vom Erforscher und Pionier der Kimberleys Michael Durack nach dem Verwaltungsbeamten Reverend Father Dunham aus Brisbane benannt, der 1871 als erster Pfarrer den Cooper Creek im Outback von Queensland besuchte.

## Überschwemmungen
Der Dunham River tritt bei starken Regenfällen häufig über seine Ufer. Im März 2000 wurde die bei einer solchen Gelegenheit abgeführte Wassermenge auf 2.700 m³/s geschätzt.